# Ángel Rubio Castro
Ángel Rubio Castro (Guadalupe, 18 aprile 1939) è un vescovo cattolico spagnolo, dal 12 novembre 2014 vescovo emerito di Segovia.

## Biografia
Ángel Rubio Castro nacque a Guadalupe il 18 aprile 1939.

### Formazione e ministero sacerdotale
In gioventù entrò nel seminario minore di Talavera de la Reina. Compì gli studi ecclesiastici nel seminario maggiore di Toledo. Conseguì la licenza in teologia presso la sede di Madrid dell'Istituto superiore di pastorale di Salamanca. Nel 1992 ottenne il dottorato in catechetica presso la Pontificia Università di Salamanca con una tesi intitolata "Pensamiento y obra catequética de Enrique de Ossó y Cervelló".
Il 26 luglio 1964 fu ordinato presbitero per l'arcidiocesi di Toledo. In seguito fu vicario coadiutore della parrocchia di San Giacomo Maggiore dal 1964 al 1973; segretario della visita pastorale nel 1971; professore di catechetica e di pedagogia religiosa nell'Istituto teologico di Toledo dal 1973 al 2004; direttore del segretariato diocesano per la catechesi dal 1972 al 2002; cappellano e professore dell'Universidad Laboral nel 1973; beneficiato della cattedrale primaziale di Santa Maria dal 1973 al 2000; vicario episcopale per l'insegnamento e la catechesi dal 1977 al 2007; professore di religione nel collegio diocesano "Nostra Señora de los Infantes" dal 1982 al 1991; cappellano delle suore domenicane di Gesù e Maria nel 1983; sottodelegato diocesano per le missioni dal 1997 al 2000; canonico della cattedrale e delegato episcopale per la vita consacrata dal 2000 al 2004.

### Ministero episcopale
Il 21 ottobre 2004 papa Giovanni Paolo II lo nominò vescovo ausiliare di Toledo e titolare di Vergi. Ricevette l'ordinazione episcopale il 12 dicembre successivo dall'arcivescovo metropolita di Toledo Antonio Cañizares Llovera, co-consacranti il cardinale Francisco Álvarez Martínez, arcivescovo emerito della stessa arcidiocesi, e il vescovo ausiliare della stessa arcidiocesi Joaquín Carmelo Borobia Isasa.
Nel gennaio del 2005 ha compiuto la visita ad limina.
Il 3 novembre 2007 papa Benedetto XVI lo promosse vescovo di Segovia. Prese possesso della diocesi il 9 dicembre successivo.
In un'intervista al quotidiano provinciale El Adelantado de Segovia affermò che "molte parrocchie saranno lasciate incustodite nei loro servizi religiosi" a causa della crisi delle vocazioni. e ha reso la rivitalizzazione del seminario una delle loro priorità.
Nel febbraio del 2014 ha compiuto una seconda visita ad limina.
Il 12 novembre 2014 papa Francesco accettò la sua rinuncia al governo pastorale della diocesi per raggiunti limiti di età. Continuò a reggere la diocesi come amministratore apostolico fino all'ingresso in diocesi del suo successore, il 9 dicembre successivo. In seguito si trasferì a Toledo.
In seno alla Conferenza episcopale spagnola è membro della commissione per la liturgia dal marzo del 2017. In precedenza è stato membro delle commissioni per l'insegnamento e la catechesi dal 2005, per la vita consacrata dal 2005 al 2011 e per l'apostolato secolare dal 2011.
È autore di varie pubblicazioni catechetiche divulgative e di preparazione per i sacramenti.

## Genealogia episcopale
La genealogia episcopale è:
- Cardinale Scipione Rebiba
- Cardinale Giulio Antonio Santori
- Cardinale Girolamo Bernerio, O.P.
- Arcivescovo Galeazzo Sanvitale
- Cardinale Ludovico Ludovisi
- Cardinale Luigi Caetani
- Cardinale Ulderico Carpegna
- Cardinale Paluzzo Paluzzi Altieri degli Albertoni
- Papa Benedetto XIII
- Papa Benedetto XIV
- Papa Clemente XIII
- Cardinale Giovanni Francesco Albani
- Cardinale Carlo Rezzonico
- Cardinale Antonio Dugnani
- Arcivescovo Jean-Charles de Coucy
- Cardinale Gustave-Maximilien-Juste de Croÿ-Solre
- Vescovo Charles-Auguste-Marie-Joseph Forbin-Janson
- Cardinale François-Auguste-Ferdinand Donnet
- Vescovo Charles-Emile Freppel
- Cardinale Louis-Henri-Joseph Luçon
- Cardinale Charles-Henri-Joseph Binet
- Cardinale Maurice Feltin
- Cardinale Jean-Marie Villot
- Arcivescovo Mario Tagliaferri
- Cardinale Antonio Cañizares Llovera
- Vescovo Ángel Rubio Castro